# Uri (Itália)
Uri é uma comuna italiana da região da Sardenha, província de Sassari, com cerca de 3.050 habitantes. Estende-se por uma área de 56 km², tendo uma densidade populacional de 54 hab/km². Faz fronteira com Alghero, Ittiri, Olmedo, Putifigari, Sassari, Usini.

## Demografia
| Variação demográfica do município entre 1861 e 2011                               |
|                                                                                   |
| Fonte: Istituto Nazionale di Statistica (ISTAT) - Elaboração gráfica da Wikipedia |